# Wieprz, Tỉnh Warmian-Masurian
Wieprz tiếng Ba Lan: [ˈvjɛpʂ] ⓘ n.đ. '"Boar"' "Lợn"; tiếng Đức: Weepers) là một ngôi làng thuộc khu hành chính của Gmina Zalewo, thuộc quận Iława, Warmian-Masurian Voivodeship, ở miền bắc Ba Lan. Nó nằm khoảng 11 kilômét (7 mi) phía nam Zalewo, 18 km (11 mi)     phía bắc Iława và 58 km (36 mi) về phía tây của thủ đô khu vực Olsztyn.

## Cư dân đáng chú ý
- Dietrich Stobbe (1938 Từ2011), chính trị gia, cựu thị trưởng của Tây-Berlin